# Кубок Европы по спортивной ходьбе 1996
Первый в истории Кубок Европы по спортивной ходьбе прошёл 20 апреля 1996 года в курортном городе Ла-Корунья (Испания). Сильнейших выявляли мужчины (на дистанциях 20 и 50 км) и женщины (10 км). Были разыграны 7 комплектов медалей (3 в личном и 4 в командном зачёте).
На старт вышел 121 ходок из 17 стран Европы (80 мужчин и 41 женщина).
Каждая команда могла выставить до четырёх спортсменов в каждый из заходов. Лучшие в командном зачёте определялись по сумме очков, набранных тремя сильнейшими представителями страны (очки начислялись в зависимости от занятого места). У мужчин также подводились итоги в командном первенстве по сумме двух дистанций.

## Расписание
| Дата           | Время | Забег         |
| -------------- | ----- | ------------- |
| 20 апреля 1996 | 16:30 | 50 км мужчины |
| 20 апреля 1996 | 17:00 | 10 км женщины |
| 20 апреля 1996 | 18:15 | 20 км мужчины |

Время местное (UTC+2)

## Медалисты
Курсивом выделены участники, чей результат не пошёл в зачёт команды

### Мужчины
| Дисциплина                      | Золото | Золото    | Серебро | Серебро   | Бронза | Бронза    |
| ------------------------------- | --- | --------- | --- | --------- | --- | --------- |
| 20 км                           | Роберт Корженёвский Польша | 1:21.46   | Даниэль Плаза Испания | 1:21.47   | Фернандо Васкес Испания | 1:21.48   |
| 20 км (команды)                 | Испания · Даниэль Плаза · Фернандо Васкес · Валенти Массана · Хосе Мануэль Родригес                                                                      | 439 очков | Россия · Алексей Кронин · Руслан Шафиков · Игорь Любомиров · Владимир Станкин                                                                              | 410 очков | Италия · Джованни Де Бенедиктис · Джованни Перричелли · Энрико Ланг · Микеле Дидони                                                                 | 410 очков |
| 50 км                           | Хесус Анхель Гарсия Испания | 3:51.01   | Артуро Ди Мецца Италия | 3:52.36   | Станислав Стосик Польша | 3:54.35   |
| 50 км (команды)                 | Испания · Хесус Анхель Гарсия · Басилио Лабрадор · Андрес Марин · Оскар Фонт                                                                             | 437 очков | Италия · Артуро Ди Мецца · Орацио Романци · Паоло Бьянки · Массимо Фицьялетти                                                                              | 436 очков | Россия · Олег Меркулов · Павел Васильев · Александр Арцыбашев · Андрей Попов                                                                        | 419 очков |
| Командное первенство (20+50 км) | Испания · Даниэль Плаза · Фернандо Васкес · Валенти Массана · Хесус Анхель Гарсия · Басилио Лабрадор · Андрес Марин · Хосе Мануэль Родригес · Оскар Фонт | 876 очков | Италия · Джованни Де Бенедиктис · Джованни Перричелли · Энрико Ланг · Артуро Ди Мецца · Орацио Романци · Паоло Бьянки · Микеле Дидони · Массимо Фицьялетти | 846 очков | Россия · Алексей Кронин · Руслан Шафиков · Игорь Любомиров · Олег Меркулов · Павел Васильев · Александр Арцыбашев · Владимир Станкин · Андрей Попов | 829 очков |

### Женщины
| Дисциплина      | Золото                                                                             | Золото   | Серебро                                                                       | Серебро  | Бронза                                                                                         | Бронза    |
| --------------- | ---------------------------------------------------------------------------------- | -------- | ----------------------------------------------------------------------------- | -------- | ---------------------------------------------------------------------------------------------- | --------- |
| 10 км           | Аннарита Сидоти Италия                                                             | 43.26    | Росселла Джордано Италия                                                      | 43.27    | Сусана Фейтор Португалия                                                                       | 43.41     |
| 10 км (команды) | Италия · Аннарита Сидоти · Росселла Джордано · Элизабетта Перроне · Эрика Альфриди | 443 очка | Россия · Римма Макарова · Нина Алюшенко · Светлана Нифонтова · Юлия Воеводина | 421 очко | Беларусь · Валентина Цыбульская · Ольга Кардопольцева · Леонарда Юхневич · Людмила Долгополова | 417 очков |